# 인터넷 속어

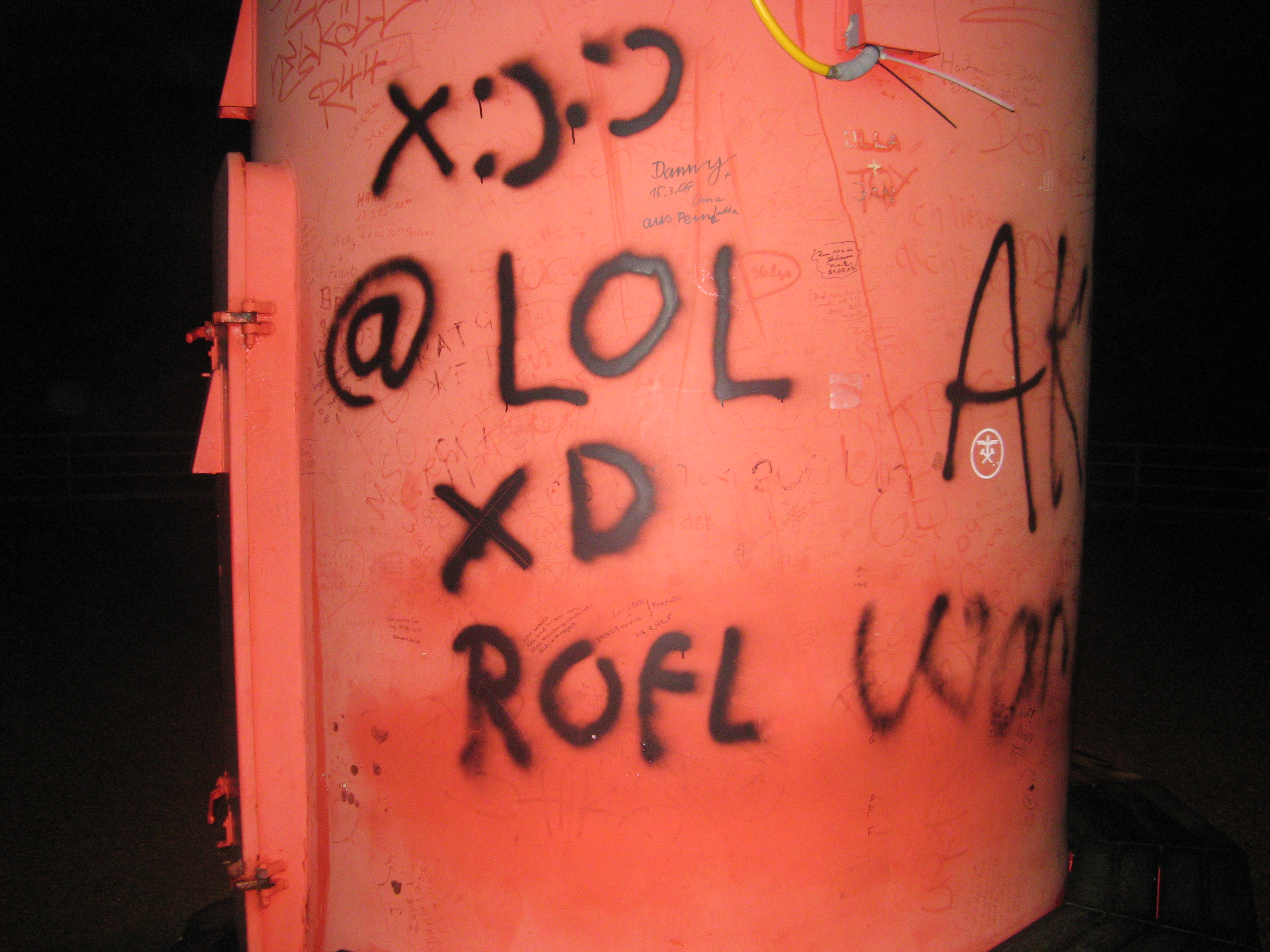
이 사진에서 그래피티는 다른 종류의 은어의 몇 가지 예를 보여준다. 이모티콘의 예로는 "X:)", ":)" 및 "XD" 기호를 들 수 있다. LOL "큰 소리로 웃는다"와 ROFL "바닥에서 굴러다닌다"는 글자 동음이의 예이다.

인터넷 속어는 말 그대로 인터넷에서 사용되는 속어이며, 주로 인터넷 이용자들 사이에서 통용되는 특수한 언어 표현이다. 그리고 인터넷의 특성상 시간이 지나면 거의 쓰이지 않게 되는 단어도 많다.

## 같이 보기
- 욕설